# Glaucopo
En la mitología griega Glaucopo era un príncipe beocio natural de la ciudad de Alalcomenia, llamada así en honor de su padre, el autóctono Alalcomeneo.
Su nombre, que significa el de los ojos azules, deriva de un epíteto de la diosa Atenea, Atenea Glaucopis, y le fue dado por su padre por la especial devoción que este tenía a la diosa. De hecho, se decía que Atenea había nacido en Alalcomenia, y que Alalcomeneo la crio en sus primeros años e instauró su culto. 
También de la diosa deviene el nombre de la madre de Glaucopo, llamada Atenaide, hija de Hipoboto.